# Przejście graniczne Branice-Úvalno
Przejście graniczne Branice-Úvalno – polsko-czeskie przejście małego ruchu granicznego położone w województwie opolskim, w powiecie głubczyckim, w gminie Branice, zlikwidowane w 2007.

## Opis
Przejście graniczne Branice-Úvalno zostało utworzone 19 lutego 1996. Czynne było w godz. 6.00–22.00 przez cały rok. Dopuszczony był ruch pieszych, rowerzystów, motorowerów o pojemności skokowej silnika do 50 cm³ i transportem rolniczym. Odprawę graniczną i celną wykonywały organy Straży Granicznej. Doraźnie kontrolę graniczną i celną osób towarów oraz środków transportu wykonywała Strażnica SG w Bliszczycach, a następnie Strażnica SG w Pilszczu.
Do przejścia granicznego można było dojechać drogą wojewódzką 419, do miejscowości Branice i dalej do granicy państwowej z Republiką Czeską.
21 grudnia 2007 na mocy układu z Schengen przejście graniczne zostało zlikwidowane.

### Przejście graniczne z Czechosłowacją
W okresie istnienia Czechosłowackiej Republiki Socjalistycznej funkcjonowało w tym miejscu polsko-czechosłowackie przejście graniczne małego ruch granicznego Branice-Úvalno – III kategorii. Zostało utworzone 13 kwietnia 1960. Dopuszczony był ruch osób i środków transportu na podstawie przepustek w związku z przewozem buraków cukrowych w celu ich przerobu, a także w związku z przewozem wytworzonych z nich produktów. Otwierane było po wzajemnym uzgodnieniu umawiających się stron. Odprawę graniczną i celną wykonywały organy Wojsk Ochrony Pogranicza. Osoby przekraczające granicę w tym przejściu mogły przenosić lub przewozić tylko te przedmioty, które zgodnie z Konwencją lub przepisami wydanymi na jej podstawie nie wymagały zezwolenia na wywóz lub przywóz oraz zwolnione były od cła i innych opłat. Kontrolę graniczną i celną osób towarów oraz środków transportu wykonywała Strażnica WOP Boboluszki.
Formalnie przejście graniczne zostało zlikwidowane 24 maja 1985.

## Galeria

Przejście graniczne Branice-Úvalno
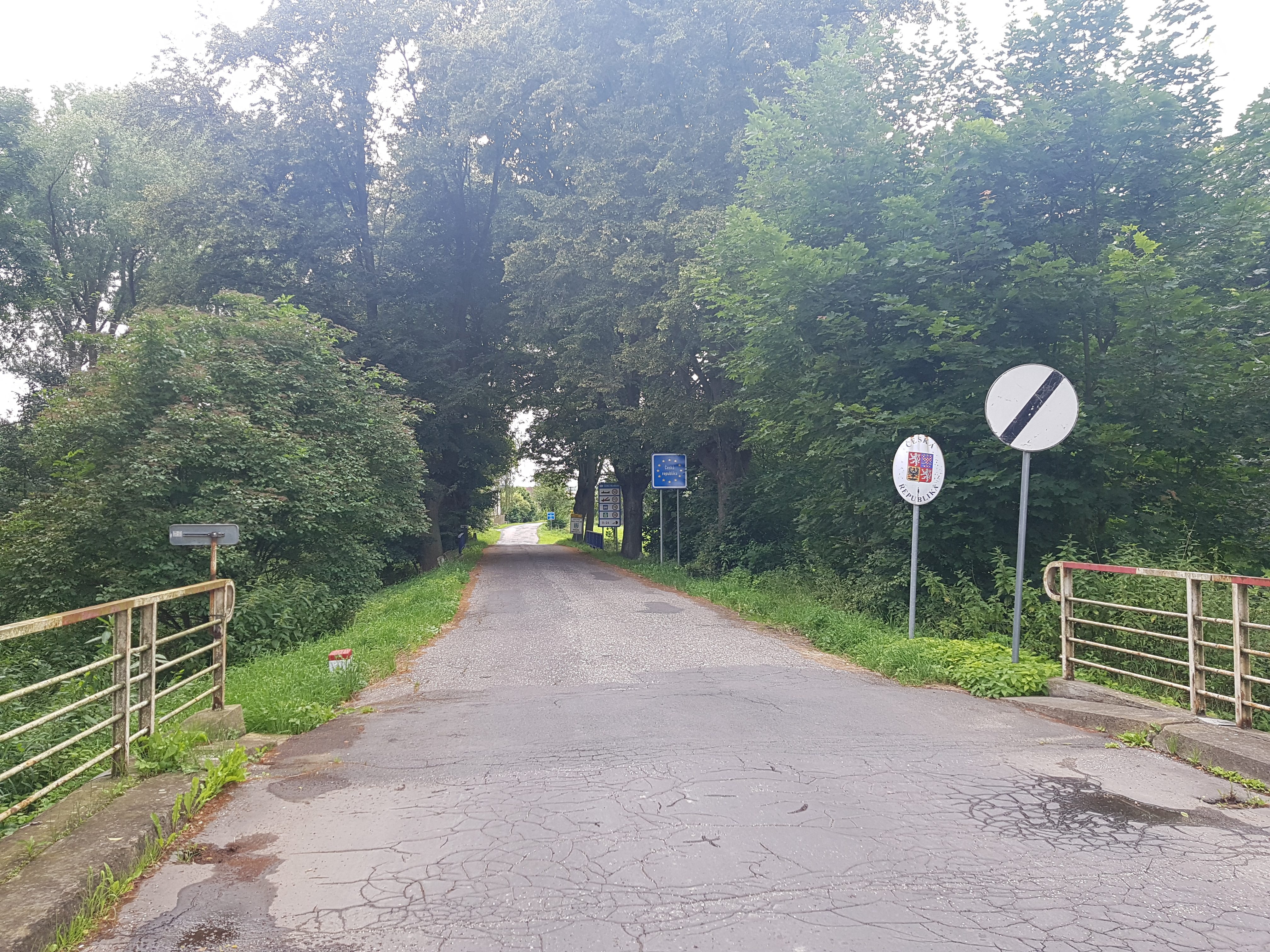
Widok od strony polskiej (lipiec 2020)
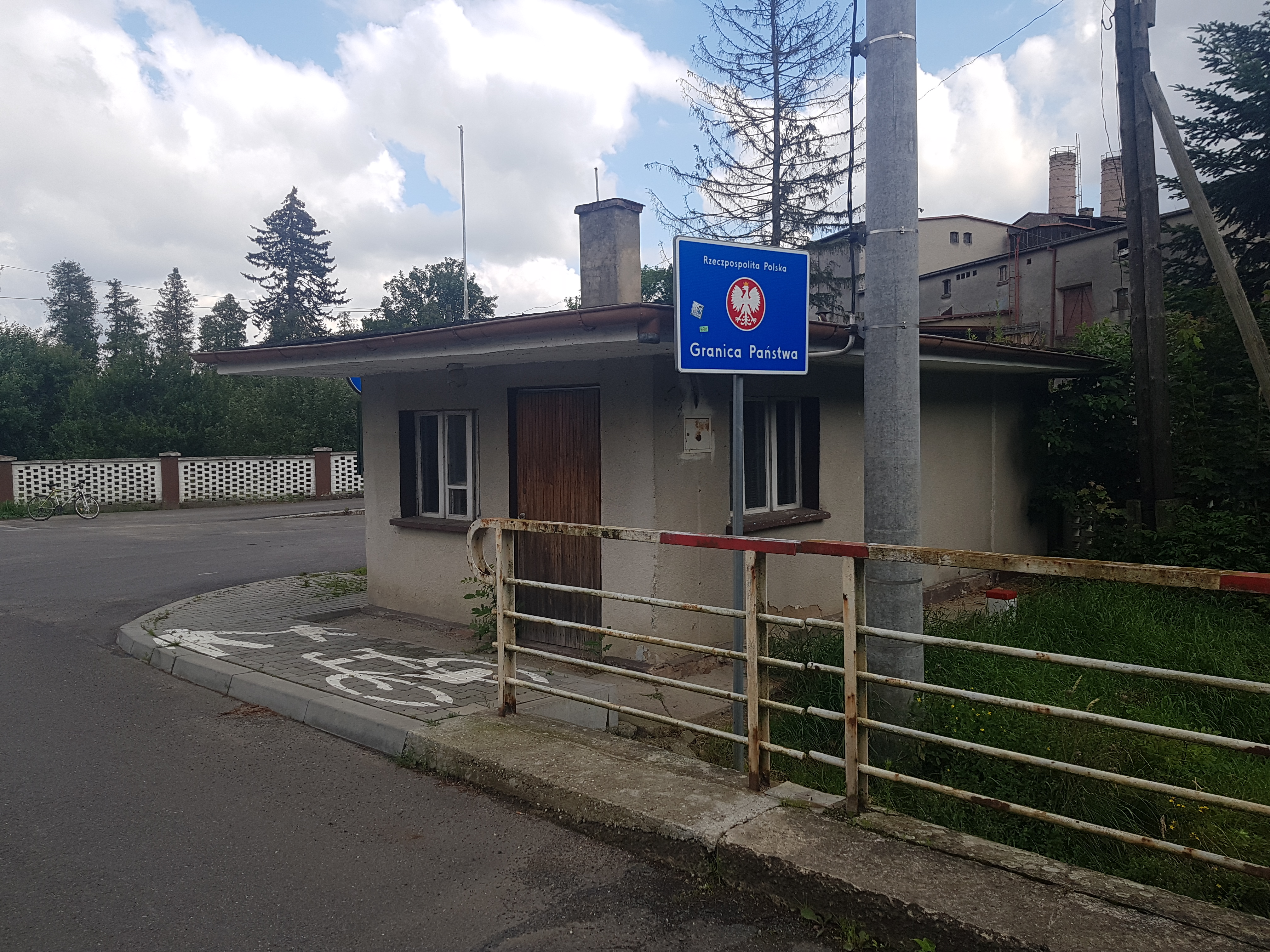
Budynek kontrolerski (lipiec 2020)
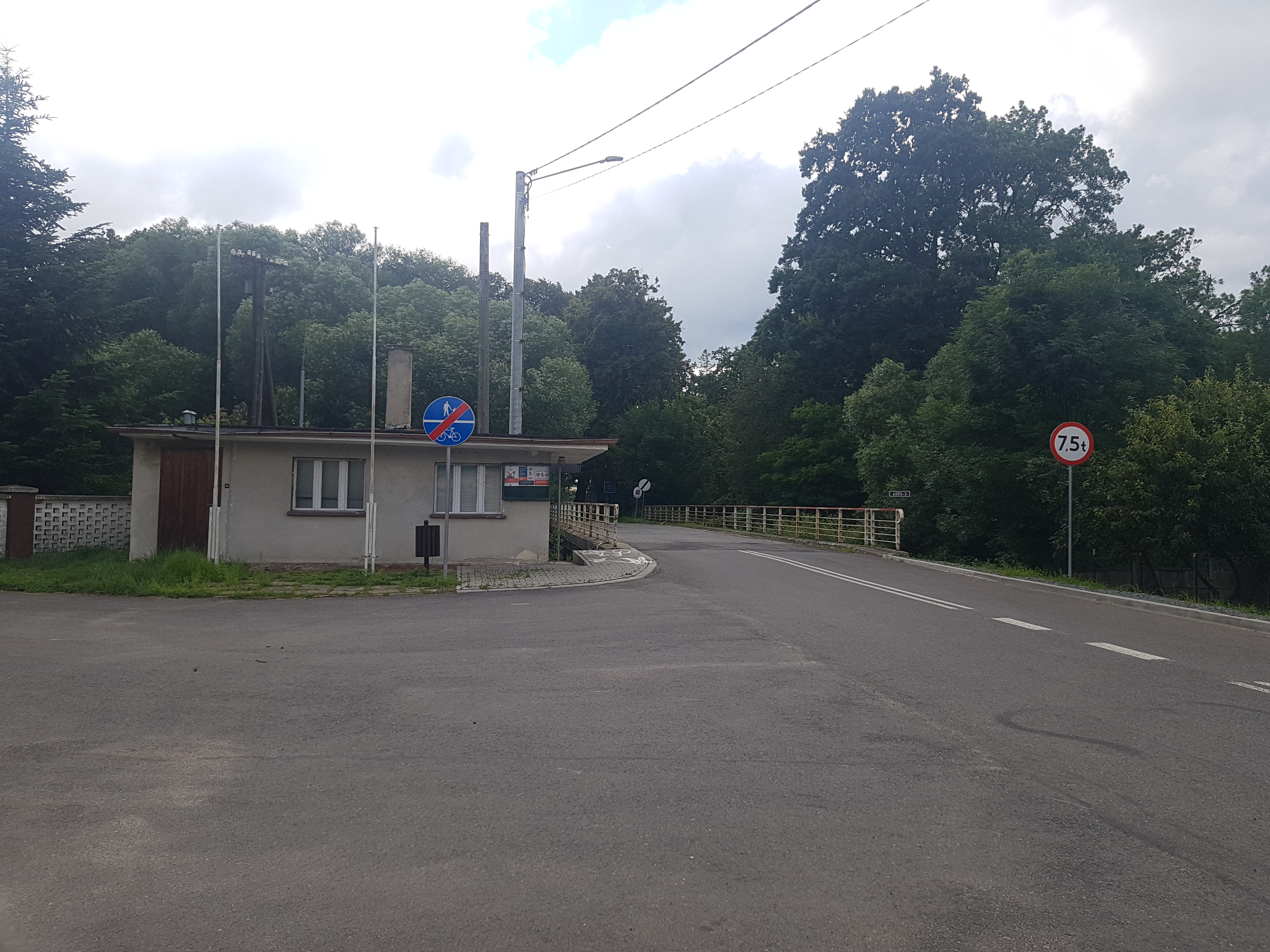
Widok od strony polskiej (lipiec 2020)

Przepustka graniczna pg Branice-Úvalno
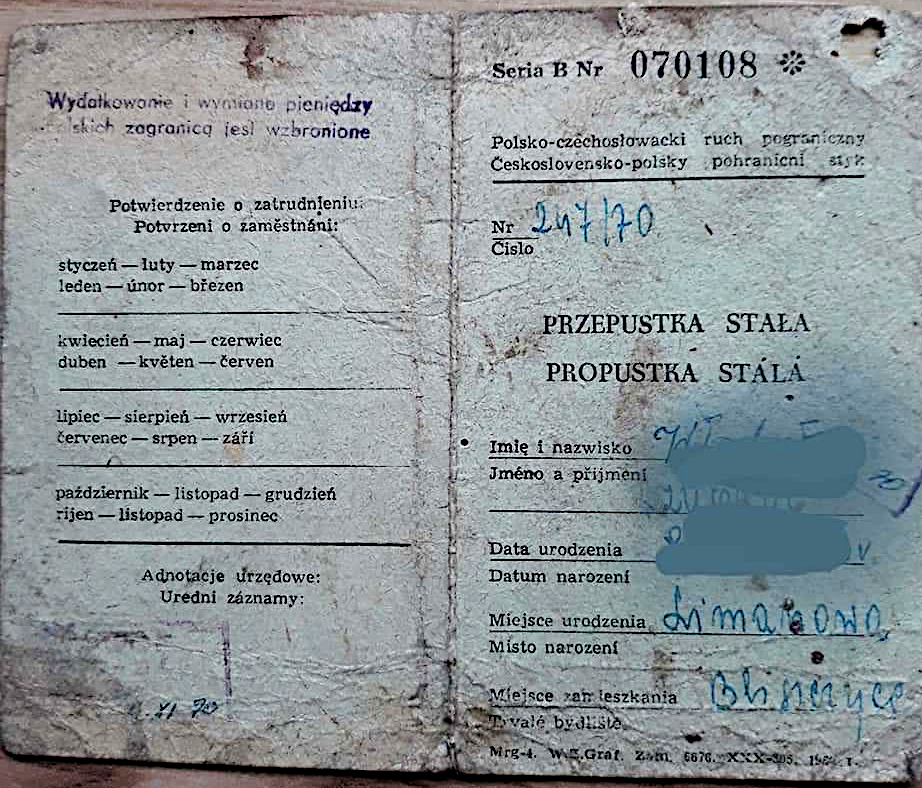
Uprawnia do dostawy buraków cukrowych, ważna: 20.09.1970–31.13.1970 (awers)
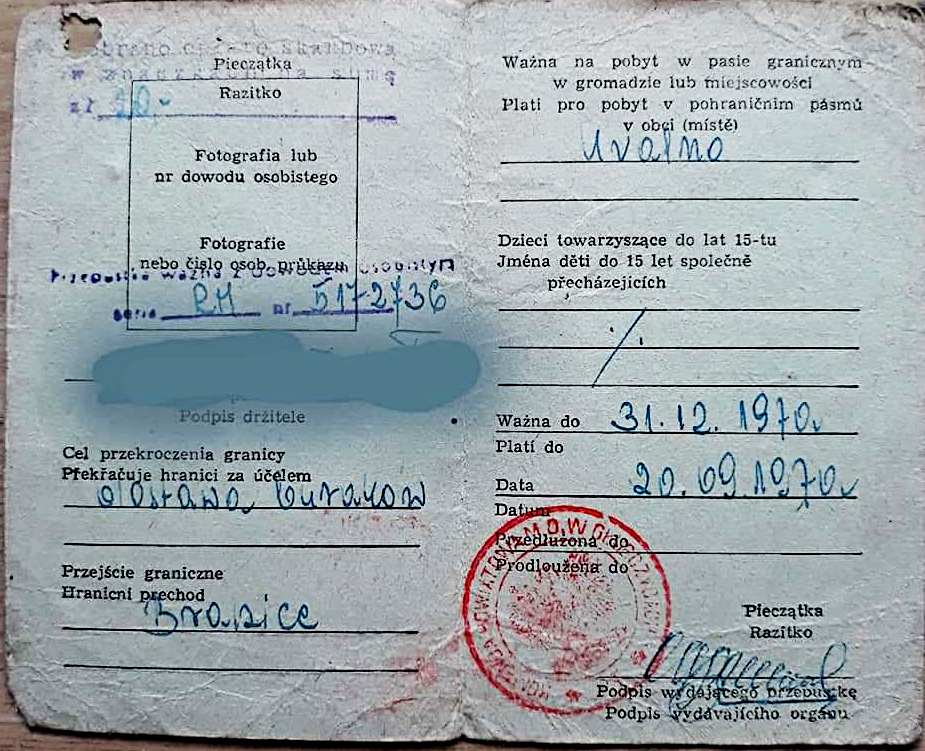
(rewers)